# Lubang (Insel)

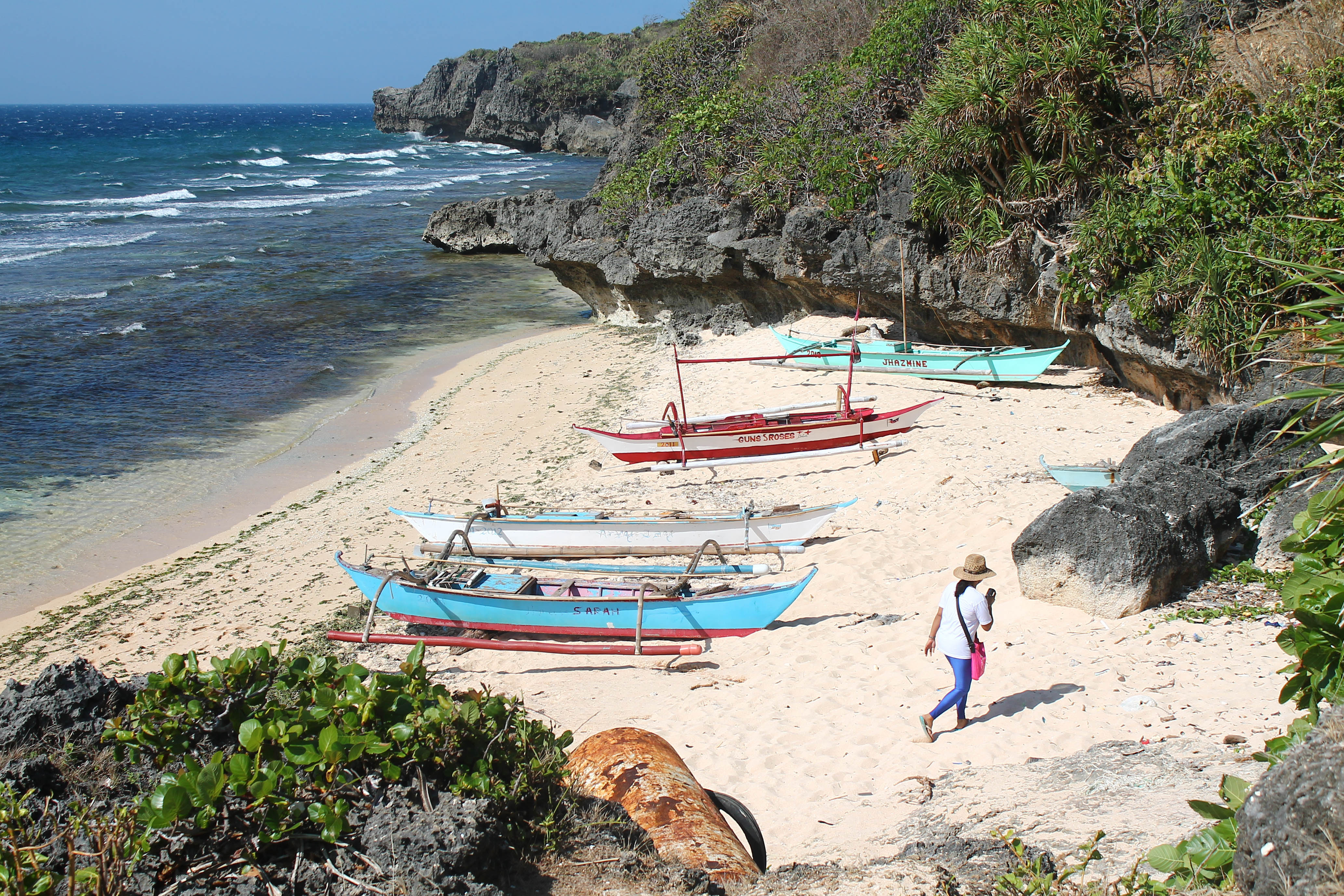
Strand von Lubang

Lubang ist eine philippinische Insel im Südchinesischen Meer. Sie liegt 20 Kilometer nordöstlich von Mindoro und 115 Kilometer südwestlich der philippinischen Hauptstadt Manila.

## Geographie
Lubang ist vulkanischen Ursprungs, dicht bewaldet, hügelig, etwa 30 km lang und im Mittel knapp 8,5 km breit. Zusammen mit Ambil, Cabra,  Golo und zahlreichen kleineren Inseln und Felsen bildet die Pazifik-Insel die Lubang-Gruppe. Der gleichnamige Hauptort der Insel liegt im Nordwesten.

## Geschichtliche Ereignisse
In den Gewässern vor Lubang fand am 16. September 1646 die vierte der fünf Seeschlachten der La Naval de Manila statt, die in die Geschichte der Philippinen als Sieg über die Niederlande eingingen.
Im Jahr 1974 wurde in den dichten Wäldern der Insel der seit Jahrzehnten für verschollen erklärte japanische Soldat Onoda Hirō aufgefunden, der sich dort seit dem Pazifikkrieg (1937–1945) verschanzt hatte. Der Mann ging bis zu seiner Entdeckung irrtümlich davon aus, der Zweite Weltkrieg sei noch nicht beendet. Die Geschichte wurde 2018 von Regisseur Arthur Harari als Onoda – 10.000 Nächte im Dschungel verfilmt. 2021 veröffentlichte Regisseur Werner Herzog ein romantisiertes Buch über das Leben des Soldaten während dieser Zeit.